# Regenye
Regenye (Reginja o Regenja in croato) è un comune dell'Ungheria di 150 abitanti (dati 2008) situato nella contea di Baranya, regione Transdanubio Meridionale